# Viss
Viss es un pueblo ubicado en el distrito de Sárospatak, en el condado de Borsod-Abaúj-Zemplén, Hungría.

## Superficie
Posee una superficie de 13,91 kilómetros cuadrados.

## Demografía
Hasta 2019 la población era de 675 habitantes, con una densidad de población de 48,53 habitantes por kilómetro cuadrado.